# 埃斯皮纽 (葡萄牙)

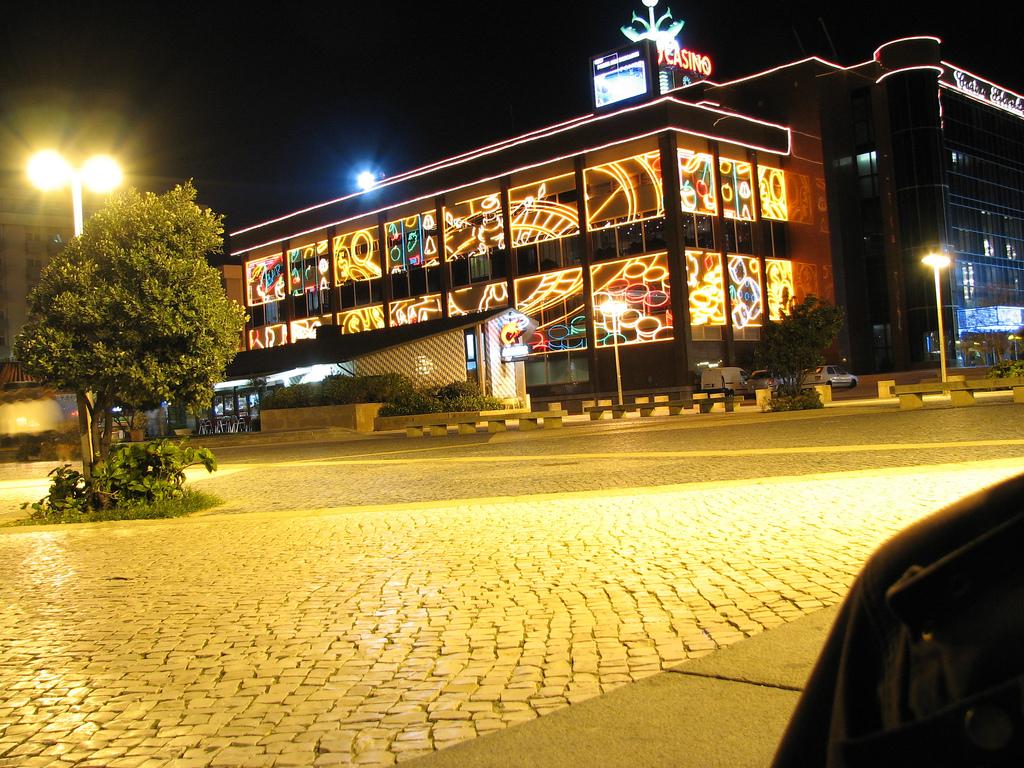

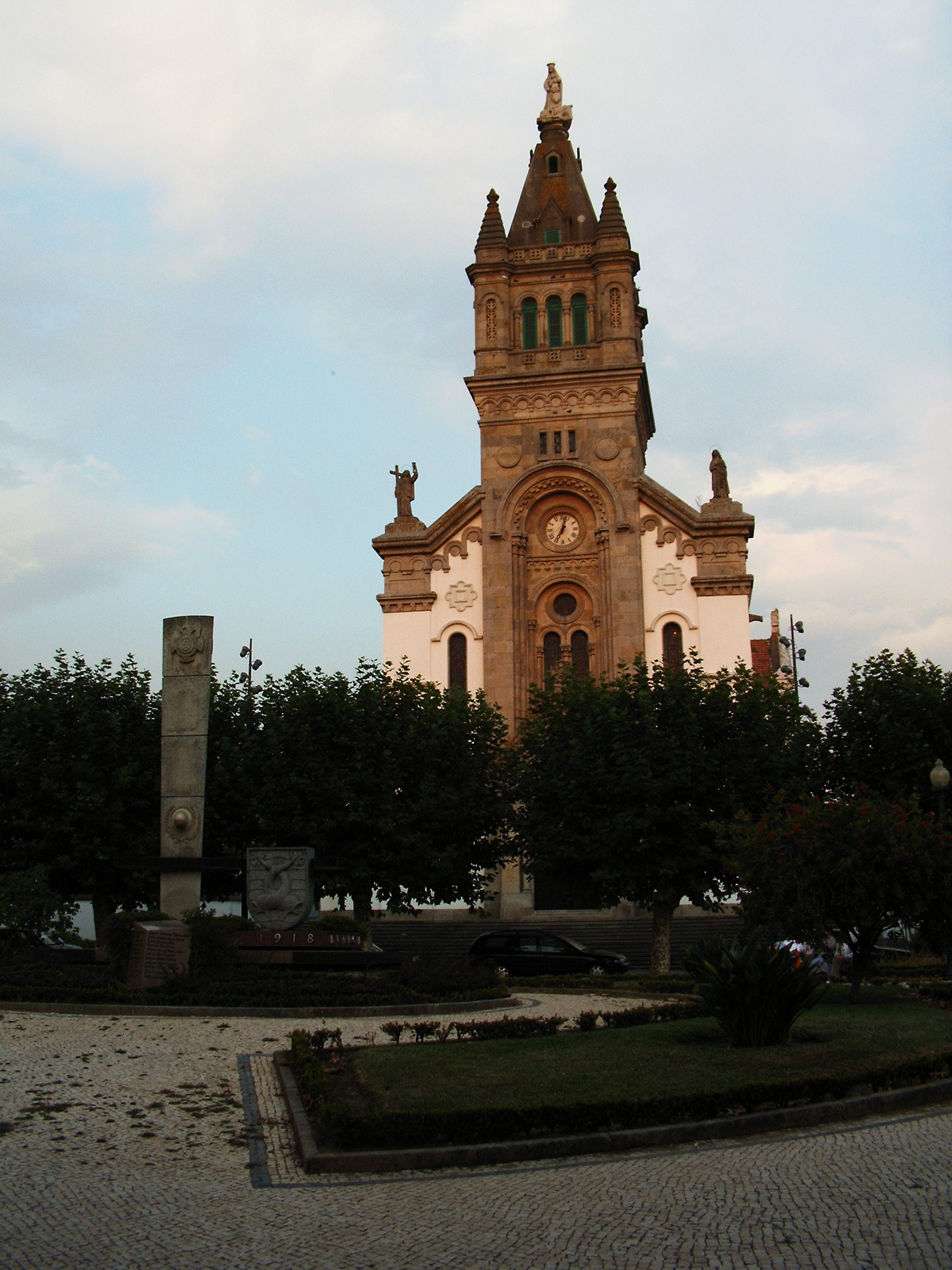

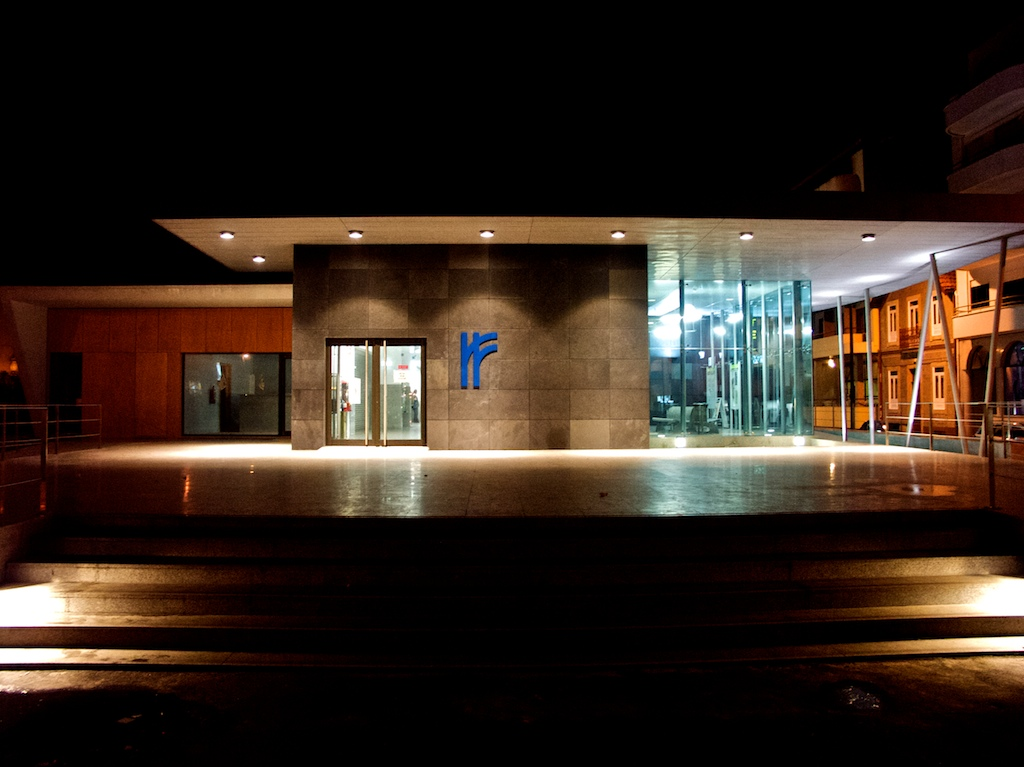

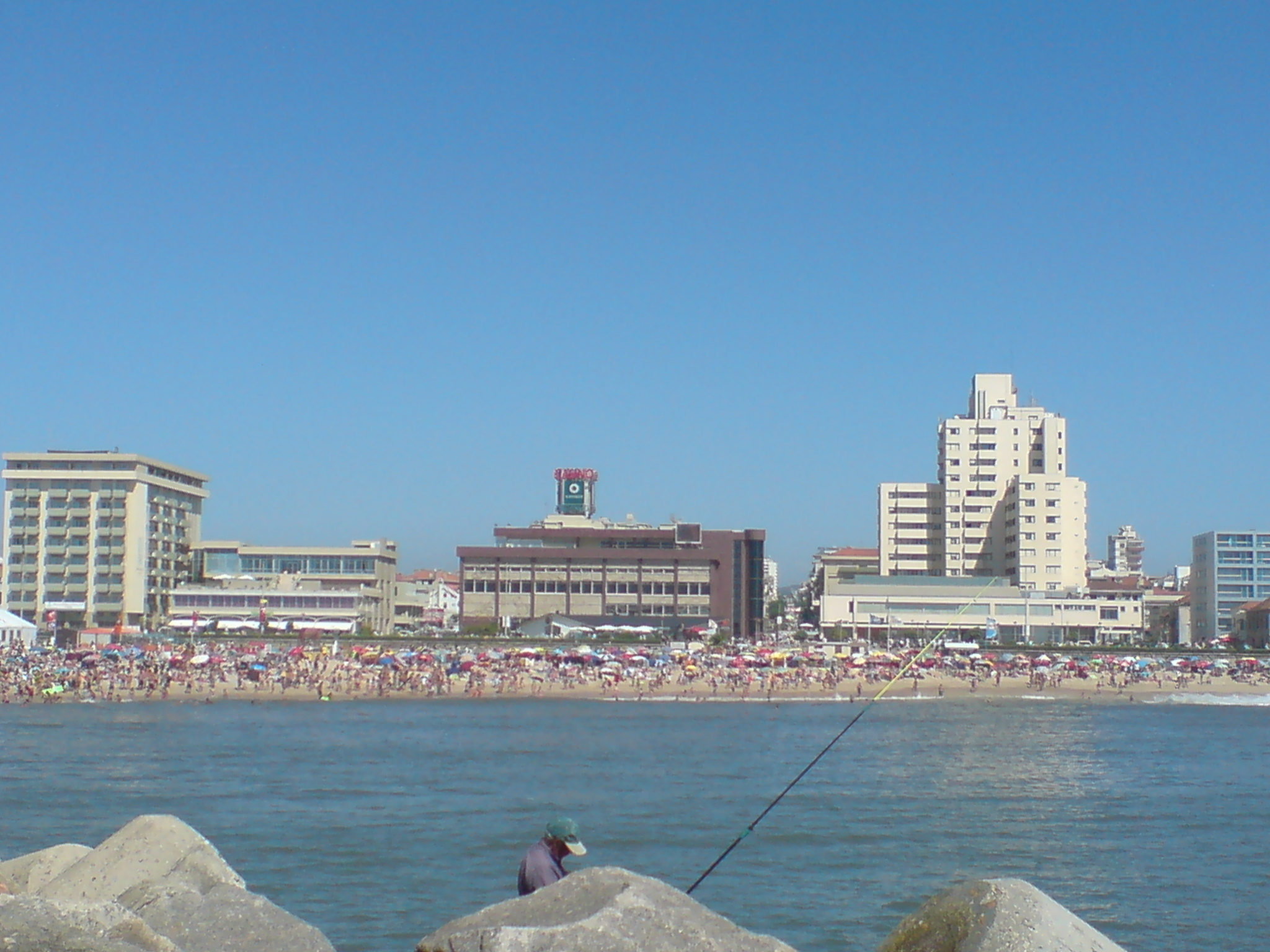

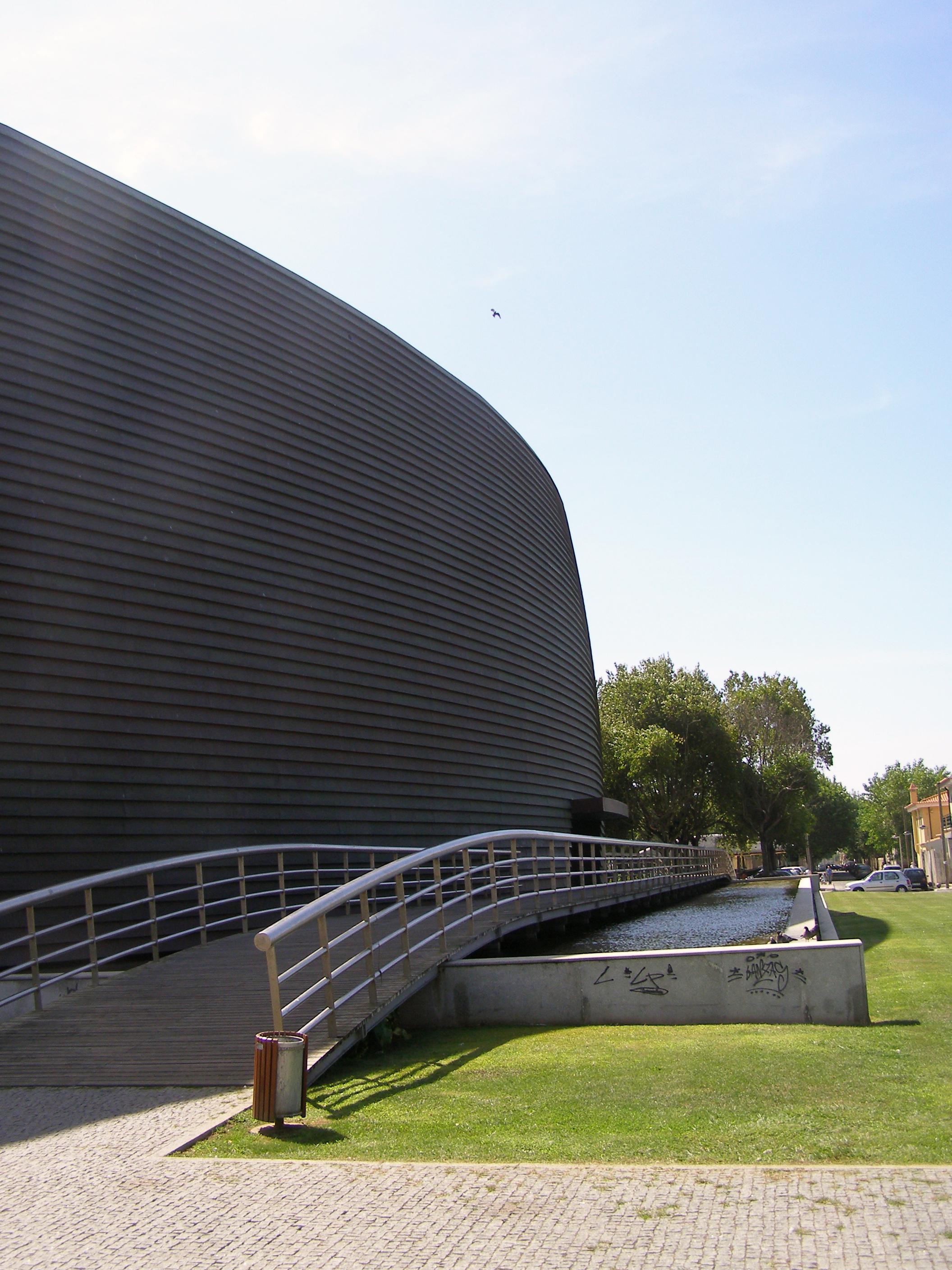

41°0′N 8°38′W / 41.000°N 8.633°W
埃斯皮纽（葡萄牙語發音：[ɨʃˈpiɲu] ⓘ），是葡萄牙的城鎮，位於該國中北部，由阿威羅區負責管轄，始建於1899年，面積21.06平方公里，2011年人口31,786，人口密度每平方公里1,509.31人。

## 友好城市
- 法國 布吕努瓦